# بکوب روی آژیر
«بکوب روی آژیر» تک‌آهنگی از هنرمند اهل ترینیداد و توباگو نیکی میناژ است که در سال ۲۰۱۲ میلادی منتشر شد. این تک‌آهنگ در آلبوم جمعه صورتی: نسخه جدید رومن قرار داشت.
این تک‌آهنگ در چارت‌های در رتبه اول و در چارت‌های اسکاتلند، ایرلند، نیوزلند، بریتانیا، جزو ده ترانه اول قرار گرفت.